# Ise (Japonia)
Ise (jap. 伊勢市 Ise-shi) – miasto w Japonii, w prefekturze Mie, w środkowej części wyspy Honsiu (Honshū). Poprzednia nazwa miasta – Ujiyamada.

## Położenie
Miasto leży w południowej części prefektury Mie, na półwyspie Shima, nad zatoką Ise. Najwyższa góra Asama 555 m n.p.m. Przez miasto przepływają rzeki: Miya, Isuzu, Seta. Sąsiaduje z miastami: Shima i Toba oraz miasteczkami: Minami-Ise, Watarai, Tamaki i Meiwa.

## Gospodarka
W mieście rozwinął się przemysł włókienniczy oraz spożywczy.

## Historia
- 1 stycznia 1889 – połączenie wsi Uji i Yamada
- 1 września 1906 – wieś Uji-Yamada stała się miastem
- 12 grudnia 1909 – do miasta dotarła pierwsza linia kolejowa Japońskich Kolei Państwowych – JNR
- 20 grudnia 1930 – powstała kolejna linia kolejowa łącząca miasto z Osaką, linia Kintetsu
- 17 marca 1931 – otwarto dworzec kolejowy Uji-Yamada
- 28 lipca 1945 – bombardowanie miasta przez lotnictwo amerykańskie, 41% miasta spalone
- 20 listopada 1946 – utworzono Park Narodowy Ise-Shima
- 1 stycznia 1955 – zmiana nazwy miasta na Ise, wraz z przyłączeniem wsi: Toyohama, Kitahama, Shigo i Shiroda. Zmiana nastąpiła w celu uniknięcia pomyłek z miastem Uji w prefekturze Kioto oraz Yamada (obecnie Kama) w prefekturze Fukuoka. Nazwę wzięto od Ise-jingū, inaczej Ise-daijingū, łącznej nazwy „Wielkich Chramów Ise”, kompleksu sanktuariów shintō, składającego się z 125 chramów.
- 1 listopada 2005 – do miasta przyłączono miasteczka: Futami i Obata oraz wieś Misono

## Miejsca warte zwiedzenia

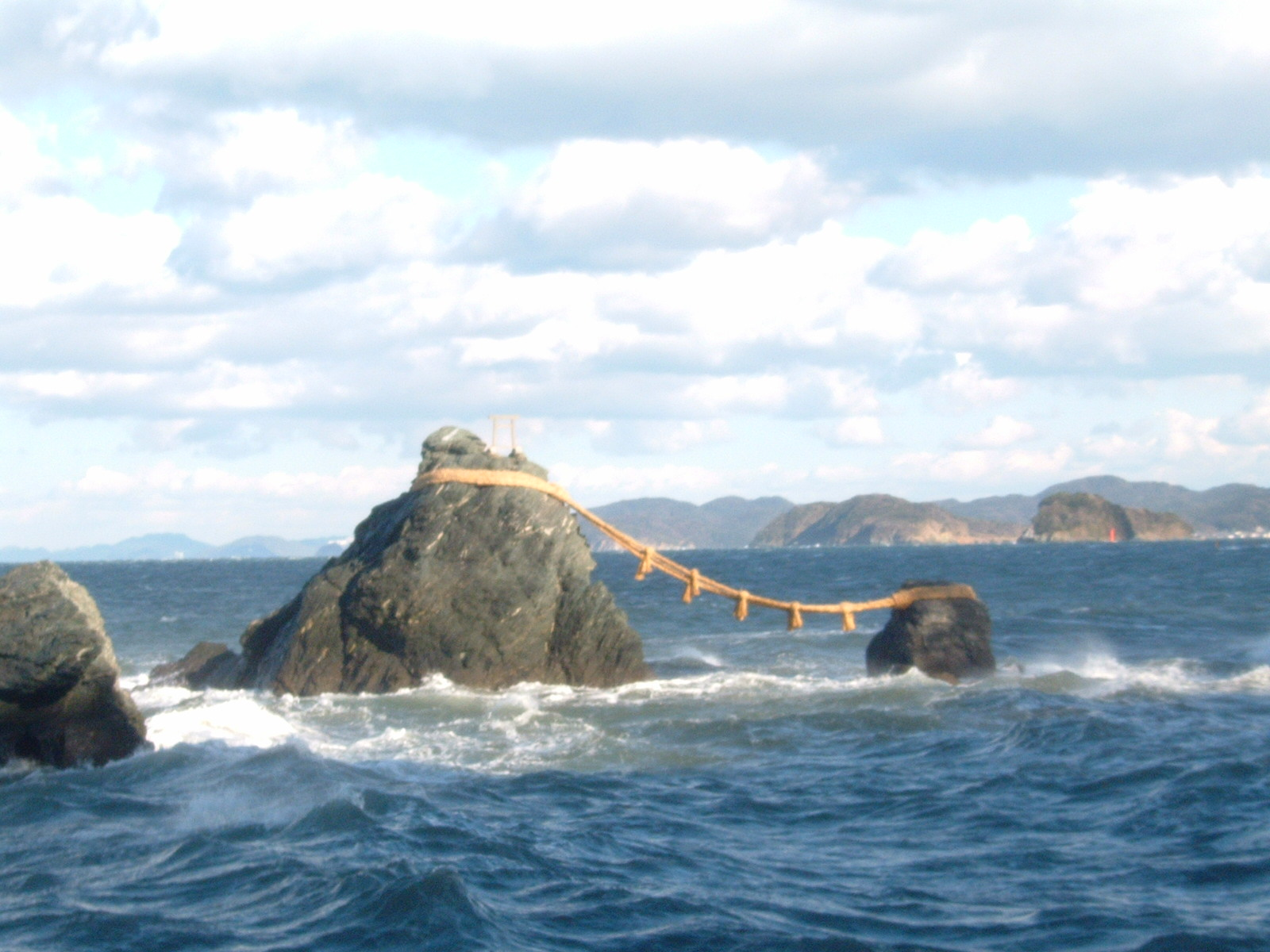
Zaślubione Skały (Meoto Iwa)

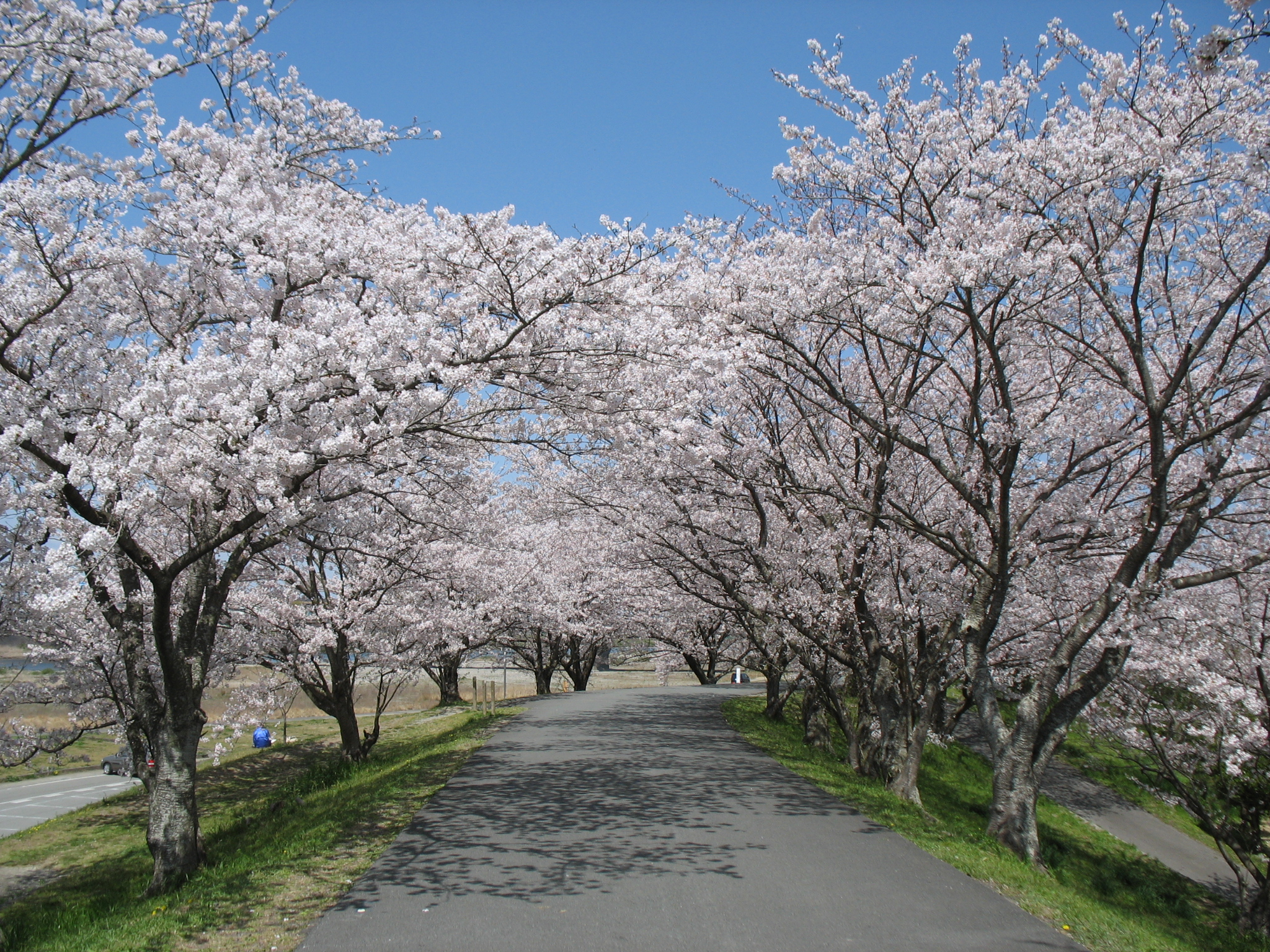
Kwitnące wiśnie (sakura) nad rzeką Miya

- Wielki Chram Ise – najważniejszy chram shintō
  - Naikū (inaczej Kōtai Jingū) – Chram Wewnętrzny
  - Gekū (inaczej Toyouke Daijingū) – Chram Zewnętrzny
  - Muzeum Historyczne
  - Muzeum Sztuk Pięknych
  - Muzeum Rolnictwa
  - Biblioteka
- Saigū (lub Saikū, Itsuki-no-miya) – dawna rezydencja niezamężnych księżniczek cesarskich, służących w chramie Ise; dziś zrekonstruowany model na terenie miasta Meiwa
- Park Narodowy Ise-Shima
- Zaślubione Skały
- Rzeka Miya
- Park Edo-Ise